# Лондинийский монетный двор

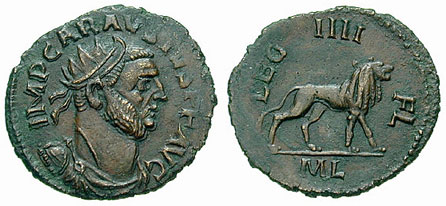
Антониниан Караузия, отчеканенный в Лондинии

Лондинийский монетный двор — римский монетный двор, располагавшийся в Лондинии.
Он был основан британским узурпатором Караузием около 286 года вместе с Камулодунским монетным двором, потому что до того времени Римская Британия не имела собственных монетных дворов. Монетный двор использовался его преемником Аллектом (293—296 годы) и продолжил работу после возвращения Британии Констанцием I Хлором. Лондинийский монетный двор оставался активным в правление Константина I Великого, однако около 326 года он был закрыт. Впоследствии монетный двор был ненадолго открыт при узурпаторе Магне Максиме (383—388 годы).